# 2151 Hadwiger
A 2151 Hadwiger (ideiglenes jelöléssel 1977 VX) a Naprendszer kisbolygóövében található aszteroida. Paul Wild fedezte fel 1977. november 3-án.